# Mario Mendoza Peralta
Mario Mendoza Peralta (* 13. Juni 1950 in San Carlos City, Pangasinan) ist ein philippinischer römisch-katholischer Geistlicher und Erzbischof von Nueva Segovia.

## Leben
Mario Mendoza Peralta empfing am 31. März 1975 das Sakrament der Priesterweihe für das Bistum Urdaneta.
Am 12. Januar 2006 ernannte ihn Papst Benedikt XVI. zum Koadjutorbischof von Alaminos. Der Erzbischof von Cebu, Ricardo Kardinal Vidal, spendete ihm am 31. März desselben Jahres die Bischofsweihe; Mitkonsekratoren waren der Erzbischof von Lingayen-Dagupan, Oscar V. Cruz, und der Bischof von Alaminos, Jesus Aputen Cabrera. Am 1. Juli 2007 wurde Mario Mendoza Peralta in Nachfolge von Jesus Aputen Cabrera, der aus Krankheitsgründen zurücktrat, Bischof von Alaminos.
Am 30. Dezember 2013 ernannte ihn Papst Franziskus zum Erzbischof von Nueva Segovia.